# اوپکو هلت
اوپکو هلت (انگلیسی: OPKO Health) شرکت تجهیزات پزشکی آمریکایی است، که در سال ۱۹۹۱ تأسیس شد.